# Marc Calidi
Marc Calidi o Marc Cal·lidi (en llatí Marcus Calidius o Callidius) va ser un orador romà que va estudiar amb Apol·lodor de Pèrgam (mestre també de l'emperador August).
Ciceró elogia la seva oratòria que caracteritza per la seva considerable extensió, i la seva claredat i elegància d'estil. Efectivament Calidi tenia aquestes virtuts però els seus discursos, encara que s'escoltaven amb plaer no arribaven a convèncer. Vel·lei Patercle el classifica junt amb Ciceró i Hortensi i altres oradors com els més destacats. Quintilià parla de les "subtilitats" de Marc Calidi.
El primer discurs conegut d'aquest orador va ser llegit l'any 64 aC quan va acusar Quint Gal·li, candidat a la pretoria, d'ambitus. Ciceró va defensar a Gal·li, i del seu discurs se'n conserven alguns fragments. El 57 aC va ser pretor i va parlar a favor de restaurar la casa de Ciceró i ja abans havia donat suport a fer-lo tornar del desterrament. L'any 54 aC va defensar junt amb Ciceró i altres a Marc Emili Escaure acusat d'extorsió. El mateix any va defensar la llibertat dels habitants de Ténedos i va defensar a Aule Gabini. El 52 aC va donar suport a Tit Anni Papià Miló després de la mort de Publi Clodi Pulcre.
L'any 51 aC va ser candidat al consolat però no en sortí elegit i va ser acusat de suborn pels germans Gallii (un dels quals, Quint Gal·li, havia estat abans acusat per Calidi). El gener del 49 aC es va pronunciar davant del senat per la sortida de Gneu Pompeu cap a les seves províncies per evitar una guerra, però aquesta va esclatar immediatament i llavors es va declarar a favor de Juli Cèsar, que el va nomenar governador de la Gallia Togata (Cisalpina).
Va morir a Placentia, durant el seu govern, l'any 48 aC.